# Mogens N. Pedersen
 Der er flere personer med dette navn, se Mogens Pedersen (flertydig).
Mogens Nielsen Pedersen (født 14. december 1939 i Odense) er en dansk professor emeritus i statskundskab ved Syddansk Universitet.
Pedersen blev student fra Odense Katedralskole i 1958 og cand.scient.pol. fra Aarhus Universitet i 1964. Derefter blev han amanuensis og senere adjunkt og lektor samme sted. Derefter tog han på studieophold på Stanford University. Hjemvendt til Danmark blev han i 1973 professor i statskundskab ved Odense Universitet og har sammen med bl.a. Poul Erik Mouritzen været en bærende kraft i opbygningen af Institut for Statskundskab på stedet. Fra 1996 til 2002 var han leder af instituttet og var som sådan også med til at etablere journalistuddannelsen på Syddansk Universitet, der organisatorisk er funderet i et center under Institut for Statskundskab. Han gik på pension i januar 2010.
Udover sit forskningsmæssige virke var Mogens N. Pedersen bestyrelsesmedlem i Fyens Stiftstidende A/S fra 1988 til 2009, ligesom han har været bestyrelsesformand for Odense Universitetsforlag og Center for Udviklingsforskning. Fra 2006 har han desuden været bestyrelsesformand for VUC Fyn. Fra 1994 til 2000 var han formand for European Consortium for Political Research. Og i 2003 var han formand for den arbejdsgruppe, der som udløber af disputten omkring Bjørn Lomborg undersøgte reglerne for Udvalgene vedrørende Videnskabelig Uredelighed. Han er desuden tidligere medlem af Statens Samfundsvidenskabelige Forskningsråd.
Mogens N. Pedersen har siden 1962 været gift med lærer Ebba Tuborgh Pedersen, og parret har bl.a. sønnen Peder Tuborgh.